# Asparagus azerbaijanensis
Asparagus azerbaijanensis — вид рослин із родини холодкових (Asparagaceae).

## Біоморфологічна характеристика
Зазвичай сиза, багаторічна трава, здерев'яніла в основі. Розгалужені, довгі стебла, голі, майже прямовисні, 70–130 см завдовжки. Кладодії по 1 у пучку, 20–25 × 0.3–0.4 мм завдовжки, шипуваті на верхівці, нерівні, прямі, гладкі. Листки лускоподібні, шпористі, 10–12 мм завдовжки. Квітки поодинокі або подвійні, по 8–14 на гілках у пазухах. Ягода 4–5 мм завдовжки, куляста, червонувата. Насіння поодиноке, кулясте, 4–5 мм у діаметрі.

## Середовище проживання
Ендемік пн.-зх. Ірану.
Новий вид зустрічається вище 1400 м. Його присутність, схоже, обмежена субальпійським середовищем.